# Schwarzrand
Der Schwarzrand, selten auch Hanam-Plateau, ist eine Abbruchkante als Teil der Großen Randstufe in Namibia. Auf dem Hochplateau des Schwarzrandes entspringen zahlreiche Riviere, wie z. B. der Konkiep und der Gurieb, die gen Westen endorheisch fließen.